# Bohai (land)
Het Bohai-Rijk, ook wel Balhae, was een koninkrijk in het zuidoosten van Mantsjoerije en het noordelijke stuk van het tegenwoordige Noord-Korea. Het koninkrijk bestond van 696 tot 926, beschikte over een ambtenarenapparaat dat in Chinese stijl georganiseerd was en omvatte volgens de overlevering 5 grote hoofdsteden.
Het Bohai-Rijk werd in 696 gesticht door Tae Choyŏng (Da Zuorong), een oud-generaal van het voormalige Koguryo-koninkrijk. In 668 viel Koguryo in handen van het bondgenootschap van Silla, een Koreaans koninkrijk en de Chinese Tang-dynastie. Tae Choyŏng kwam daardoor in dienst van de Tang. Toen door een inval van de Mongoolse Kitan, het gezag van de plaatselijke Tang-autoriteiten werd ondermijnd kwam Tae Choyŏng in opstand en vluchtte met zijn aanhangers over de Sungari-rivier naar het tegenwoordige Kitan. In 712 werd zijn koninkrijk door de Tang erkend.
De grootste bloeitijd had het Bohai-Rijk onder de derde koning Tae Hŭngmu (Da Jinmao, gest. 793) die 57 jaar regeerde. Het Bohai-Rijk beweerde dat het de opvolger was van het Koguryo-koninkrijk, maar het was ook sterk op de Chinese Tang-dynastie gericht.
In 926 werd het Bohai-Rijk door de naburige Kitan veroverd.